# Massacre de l'Institut de l'électricité de Haritan
Le massacre de l'Institut de l'électricité de Haritan (en arabe : مجزرة معهد الكهرباء في حريتان) est un massacre perpétré le 14 février 2014 par l'État islamique en Irak et au Levant au cours de la guerre civile syrienne.

## Déroulement
Avant de se retirer complètement de Haritan (son principal bastion dans le nord-ouest d'Alep) sous la pression des rebelles syriens le 14 février 2014, Daech (l'État islamique) fait exécuter près d'une centaine de personnes (essentiellement des rebelles capturés mais aussi des civils) qu'il détenait dans l'Institut de l'électricité de la ville. Le jour même, une soixantaine de cadavres sont découverts dans un charnier à proximité immédiate du bâtiment. 
Jamal Kaddour, un inventeur qui avait mis au point des fusils de précision, des armes téléopérées et des jumelles pour l'Armée syrienne libre, fait partie des victimes du massacre,,